# McCracken County
Das McCracken County ist ein County im US-amerikanischen Bundesstaat Kentucky. Im Jahr 2020 hatte das County 67.875 Einwohner und eine Bevölkerungsdichte von 104,4 Einwohnern pro Quadratkilometer. Der Verwaltungssitz (County Seat) ist Paducah, das nach einem Häuptling der Chickasaw benannt wurde.

## Geographie
Das County liegt an der Mündung des Tennessee River in den Ohio im Südwesten von Kentucky. Die nördliche Grenze nach Illinois wird durch den Ohio gebildet. Das McCracken County hat eine Fläche von 694 Quadratkilometern, wovon 44 Quadratkilometer Wasserfläche sind. An das McCracken County grenzen folgende Nachbarcountys:
|                 | Massac County (Illinois) | Livingston County |
| Ballard County  |                          | Marshall County   |
| Carlisle County | Graves County            |                   |

## Geschichte
Das McCracken County wurde am 17. Dezember 1824 aus Teilen des Hickman County gebildet. Benannt wurde es nach Captain Virgil McCracken, der 1813 bei der Schlacht bei Frenchtown getötet wurde.
Während des Bürgerkrieges fand hier, in der Nähe von Paducah, am 25. März 1864 ein Gefecht zwischen den Unionstruppen und den Konföderierten statt, die siegreich waren. Insgesamt fielen bei diesem Gefecht 140 Mann.

### Historische Objekte

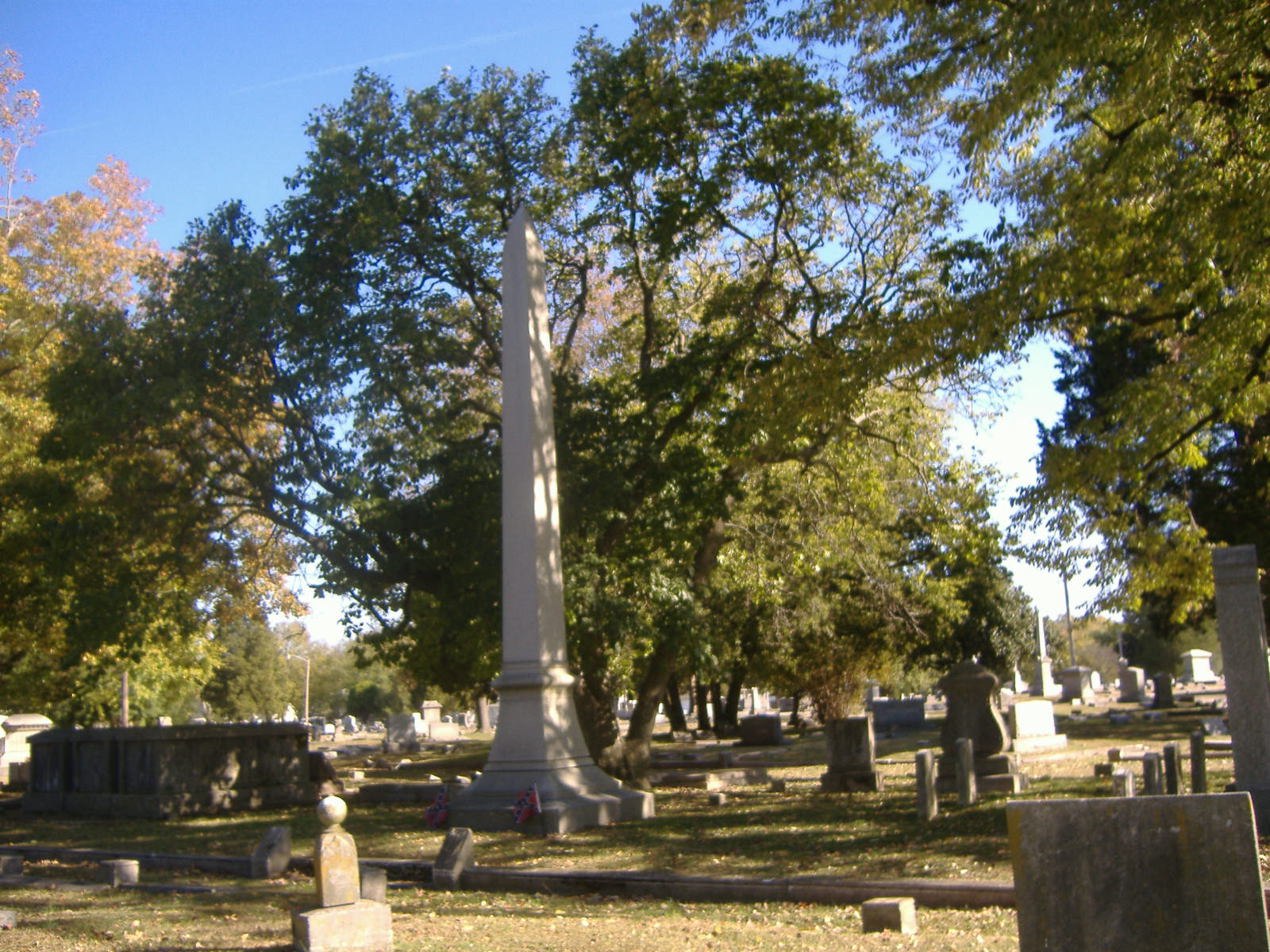
Confederate Monument in Paducah, seit 1997 im NRHP gelistet
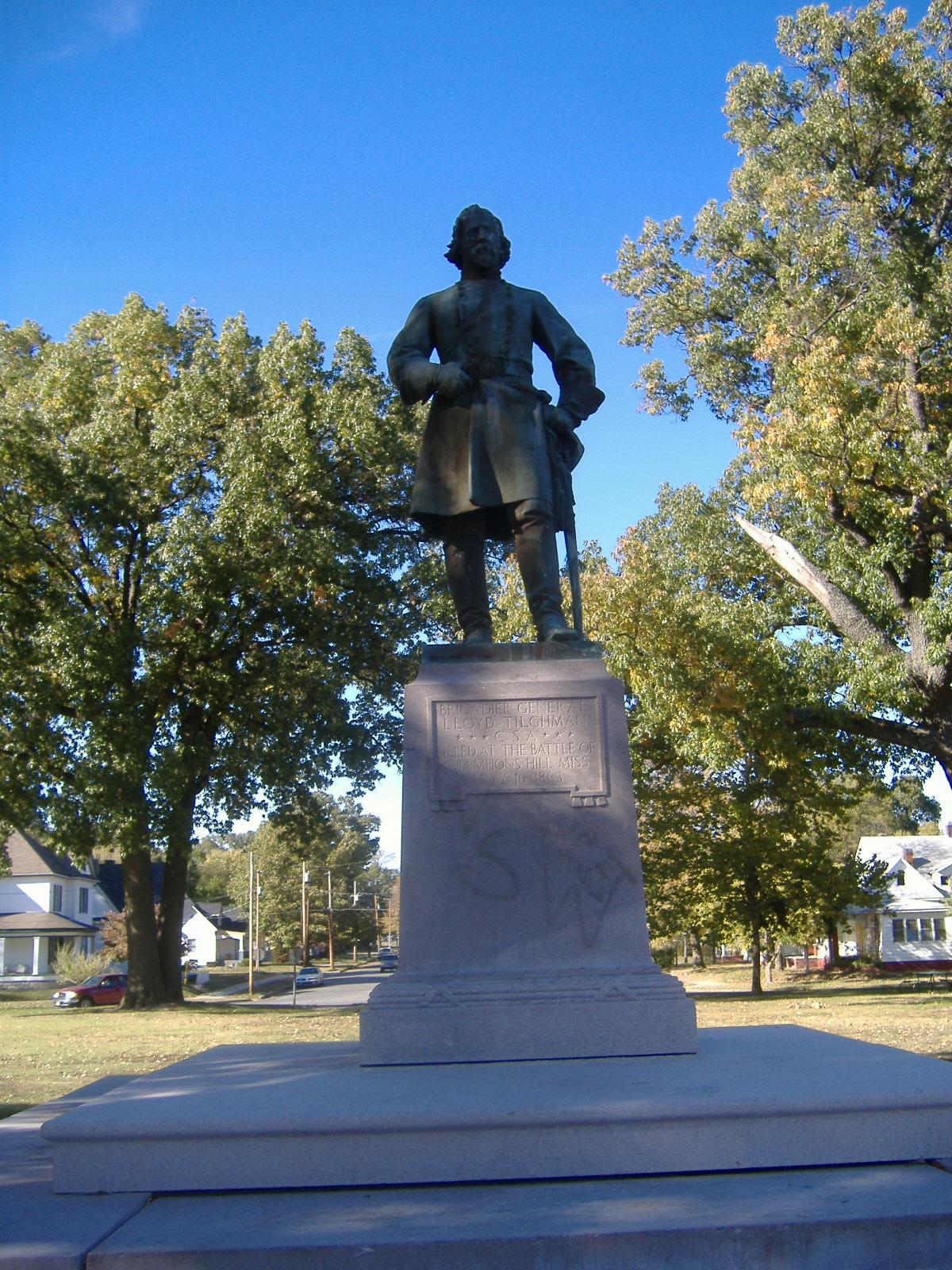
Lloyd Tilghman Memorial in Paducah, seit 1997 im NRHP gelistet
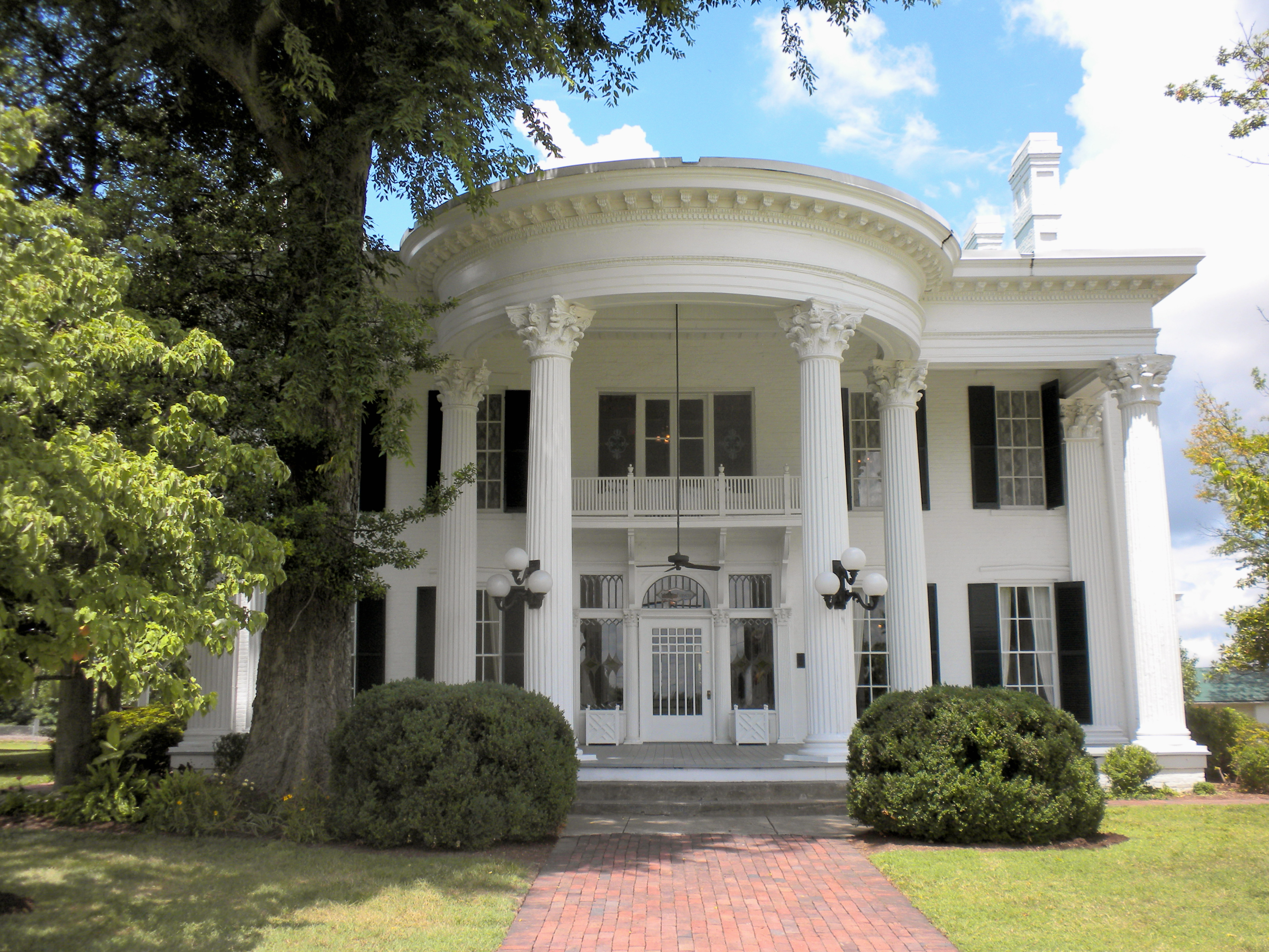
Anderson-Smith House in Paducah, seit 1984 im NRHP gelistet
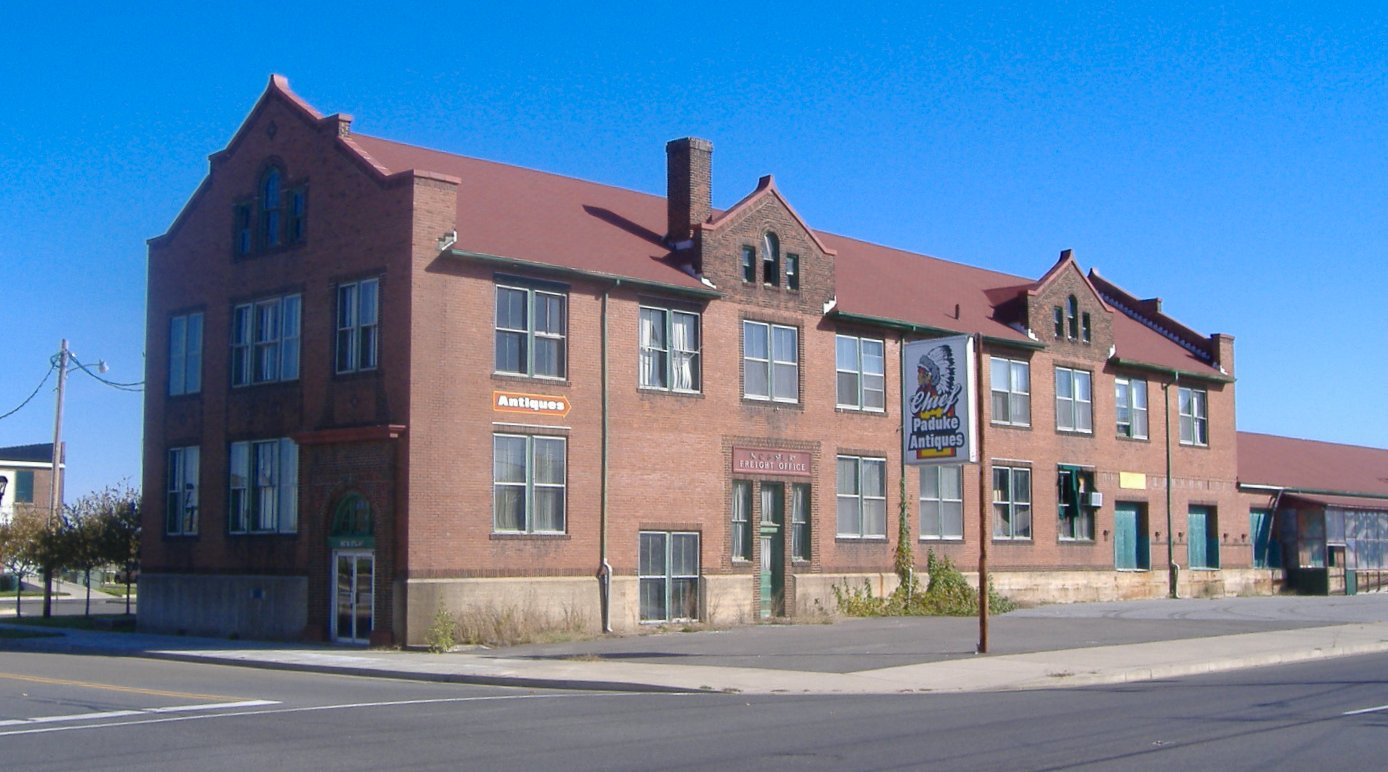
Paducah Railroad Station, seit 1979 im NRHP gelistet

weitere Objekte:
- Liste der Einträge im National Register of Historic Places im McCracken County

## Demografische Daten
Nach der Volkszählung im Jahr 2010 lebten im McCracken County 65.565 Menschen in 28.159 Haushalten. Die Bevölkerungsdichte betrug 100,9 Einwohner pro Quadratkilometer.
Ethnisch betrachtet setzte sich die Bevölkerung zusammen aus 85,0 Prozent Weißen, 11,0 Prozent Afroamerikanern, 0,2 Prozent amerikanischen Ureinwohnern, 0,8 Prozent Asiaten sowie aus anderen ethnischen Gruppen; 2,1 Prozent stammten von zwei oder mehr Ethnien ab. Unabhängig von der ethnischen Zugehörigkeit waren 2,1 Prozent der Bevölkerung spanischer oder lateinamerikanischer Abstammung.
In den 28.159 Haushalten lebten statistisch je 2,27 Personen.
22,4 Prozent der Bevölkerung waren unter 18 Jahre alt, 60,8 Prozent waren zwischen 18 und 64 und 16,8 Prozent waren 65 Jahre oder älter. 52,0 Prozent der Bevölkerung war weiblich.

Das jährliche Durchschnittseinkommen eines Haushalts lag bei 40.976 USD. Das Prokopfeinkommen betrug 24.463 USD. 15,5 Prozent der Einwohner lebten unterhalb der Armutsgrenze

## Städte und Gemeinden
City
- Paducah

Census-designated places (CDP)
- Hendron
- Massac
- Reidland
- Woodlawn-Oakdale

Unincorporated Communitys
| - Avondale Heights - Camelia - Cecil - Chiles - Cimota City - Concord - Epperson - Forest Hill | - Freemont - Futrell - Future City - Grahamville - Hardmoney - Heath - High Point - Krebs | - Lamont - Littleville - Lone Oak - Melber1 - Oakdale - Oaks - Ragland - Riverview | - Rossington - Rowlandtown - Saint Johns - Shady Grove - Tyler - West Future City - West Paducah - Woodville |

1 – teilweise im Graves County

## Gliederung
Das McCracken County ist in vier Census County Divisions (CCD) eingeteilt:
| CCD                    | Einwohner 2010 | Einwohner 2020 | FIPS     |
| ---------------------- | -------------- | -------------- | -------- |
| Camelia CCD            | 2892           | 3014           | 21-90516 |
| Grahamville-Heath CCD  | 6328           | 6360           | 21-91436 |
| Paducah CCD            | 51.458         | 54.019         | 21-92648 |
| St. Johns-Freemont CCD | 4887           | 4482           | 21-93028 |